# الحرب الموسكوفية الليتوانية (1368-1372)
اشتملت الحرب الليتوانية الموسكوفية، التي تُعرف في روسيا باسم ليتوفتشاينا (بالروسية: Литовщина)‏، على ثلاث غارات شنها دوق ليتوانيا الأكبر ألجيرداس على دوقية موسكو الكبرى في أعوام 1368 و1370 و1372. نظم ألجيرداس الغارات ضد ديميتري دونسكوي دعمًا لإمارة تفير، المنافس الرئيسي لموسكو. في عامي 1368 و1370، حاصر الليتوانيون موسكو وأحرقوا بوساد، إلا أنهم فشلوا في الاستيلاء على كرملين المدينة. في عام 1372، أوقِف الجيش الليتواني قرب ليوبوتسك، بعد مواجهة، حيث جرى التوصل إلى اتفاقية ليوبوتسك. وافق الليتوانيون على إيقاف مساندتهم لتفير، التي هُزمت في عام 1375. كان على ميخائيل الثاني الاعتراف بديميتري على أنه «الأخ الأكبر».

## الخلفية
نما نفوذ وسلطة دوقية موسكو الكبرى بشكل مطرد وتعارضت مصالحها مع مصالح ليتوانيا. بعد معركة المياه الزرقاء في عام 1362 استولت ليتوانيا على إمارة كييف وأصبحت جارةً مباشرة لموسكو. في عام 1368، أصبح ميخائيل الثاني أميرًا على تفير. دعى ديميتري دونسكوي وأليكسيوس محافظ موسكو ميخائيل إلى موسكو وسجنوه. أطلق سراح ميخائيل حين وصل مبعوثو خانية القبيلة الذهبية ولم يكن ديميتري يريد أن يُدخل التتار في نزاع موسكو-تفير. هرب ميخائيل إلى ليتوانيا لطلب المساعدة من ألجيرداس، الذي كان زوج أخته أوليانا من تفير. قرر ألجيرداس مساعدة إمارة تفير، المنافس الرئيسي لموسكو، وسعى لوضع ميخائيل على عرش فلاديمير، الذي كان في حيازة موسكو لفترة طويلة.

## الصراع

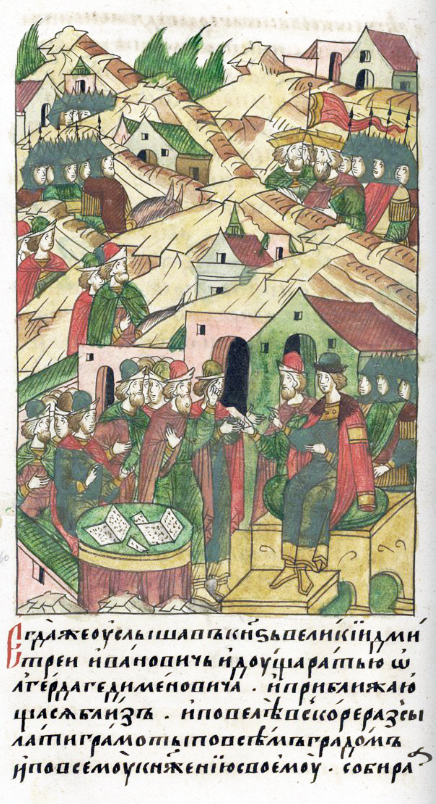
تاريخ الوجه

### الغارة الأولى
في عام 1368، حشد ألجيرداس جيشًا ضخمًا، ضم شقيقه كيستوتيس وقوات من تفير وسمولينسك. حُشد الجيش سرًا وسار بهدوء حتى لا يمنح الروس تحذيرًا مسبقًا. بعد عبور الحدود بين ليتوانيا وروسيا، بدأ الليتوانيون في نهب وإحراق قرى مختلفة في حين حشد الروس على عجل قوة دفاعية بقيادة ديميتري مينين (بويار ديميتري دونسكوي) وأكينفييف شوبا (بويار فلاديمير الأصلع). قتل الليتوانيون سيميون، نجل الأمير ديميتري من ستارودوب على كليازما. وبعد ذلك استولوا على أوبولينسك وقتلوا الأمير قسطنطين أوبولينسكي. في 21 نوفمبر 1368، هزم الليتوانيون قوات الدفاع الروسية على نهر تروسنا وقتلوا قادتها وغيرهم من أرستقراطيي روسيا. انسحب ديميتري دونسكوي إلى الكرملين في موسكو، وراء الجدران التي أنهي بناءؤها قبل بضعة أشهر فقط، وأصدر أوامر بحرق بوزاد حتى تكون الدفاعات الروسية في وضع أفضل. حاصر الليتوانيون الكرملين، وأحرقوا ونهبوا، إلا أنهم انسحبوا بعد ذلك بثلاثة أيام دون محاولة جادة للسيطرة على المعقل.

### الغارة الثانية
في مطلع العام 1370، هاجمت موسكو تفير وبريانسك التي كانت تنتمي إلى دوقية ليتوانيا الكبرى. سافر أمير تفير ميخائيل الثاني إلى خانية القبيلة الذهبية ونال مرسومًا من أجل عرش فلاديمير. حاول ميخائيل إقامة حكمه في فلاديمير، إلا أنه فشل وانسحب إلى ليتوانيا طالبًا المساعدة. مع نهاية نوفمبر من عام 1370، نظم ألجيرداس الغارة الثانية باتجاه موسكو. ضمت قواته شقيقه كيستوتيس وأمير تفير ميخائيل الثاني وأمير سمولينسك سفياتوسلاف الثاني. في 26 نوفمبر، حاصر الجيش الليتواني فولوكولامسك. استمرت المعركة ليومين. قتل الليتوانيون الأمير فاسيلي إيفانوفيتش بيريزويسكي، قائد دفاعات المدينة، إلا أنهم لم ينجحوا في الاستيلاء على المدينة. سار الجيش إلى الأمام وحاصر موسكو في 6 ديسمبر. أضرمت قوات ألجيرداس النيران وقامت بأعمال النهب، إلا أنها لم تنجح في الاستيلاء على كرملين المدينة حيث انسحب ديميتري دونسكوي. هذه المرة كان لدى دونسكوي حلفاء مستعدون للزحف: ابن عمه فلاديمير الشجاع في بيريميشل وأمير برونسك فلاديمير مع قوات من ريازان. لذلك السبب، أبرمت هدنة وانسحب الجيرداس بعد ثمانية أيام.